# حجم (ديناميكا حرارية)
في الديناميكا الحرارية، يعتبر حجم النظام خاصية شمولية مهمة لوصف حالته الديناميكية الحرارية. الحجم النوعي، خاصية مكثفة، هو حجم النظام لكل وحدة كتلة. الحجم هو دالة للحالة ومترابط مع الخصائص الديناميكية الحرارية الأخرى مثل الضغط ودرجة الحرارة. على سبيل المثال، يرتبط الحجم بضغط ودرجة حرارة الغاز المثالي بواسطة قانون الغاز المثالي.
قد يتطابق الحجم المادي للنظام أو لا يتطابق مع حجم التحكم المستخدم لتحليل النظام.